# Bürgerbad (Betreibermodell)
Ein Bürgerbad ist ein Betreibermodell bei dem Bürger, im Regelfall in nicht kommerzieller Absicht, ein Schwimmbad als Bürgerunternehmen betreiben. 

## Hintergrund
Öffentliche Schwimmbäder erheben in Deutschland üblicherweise Eintrittsgelder, die bei weitem nicht kostendeckend sind. Das Betriebsdefizit wird von der jeweiligen Kommune getragen und stellt ökonomisch eine Subvention dar. Betreiber der Schwimmbäder können die Kommunen selbst oder deren Eigenbetriebe wie Stadtwerke sein. Alternativ kann die Gemeinde auch kommerzielle Anbieter mit dem Betrieb des Schwimmbades betreuen und einen Betriebskostenzuschuss vereinbaren oder den Betrieb im Rahmen einer Öffentlich-privaten Partnerschaft gemeinsam vornehmen. Zuletzt kann die Aufgabe des Schwimmbadbetriebs auch von nichtkommerziellen Anbietern vorgenommen werden. Dies sind weitaus überwiegend Schwimmvereine, die die Bäder dann als Vereinsbad betreiben, es können aber auch Bürgergruppen sein, die es unter der Bezeichnung Bürgerbad betreiben.

## Geschichte
Zum Ende der 1990er-Jahre beschlossen einige Städte und Gemeinden, ihre vorhandenen Stadtbäder aus Gründen mangelnder Wirtschaftlichkeit zu schließen (s. u.). Oft wollten engagierte Bürger die Schließung nicht akzeptieren und beschlossen, fortan das Bad in eigener Regie zu führen, um so Schulen, Vereinen und der Öffentlichkeit weiterhin das Schwimmen zu ermöglichen. Mit der Übertragung des kommunalen Badbetriebs an einen Verein, eine gemeinnützige GmbH oder eine Bürgerstiftung konnte der Zuschussbedarf der Kommune um bis zu 50 Prozent reduziert werden.
Im Netzwerk Bürgerbäder hat sich eine Interessensvertretung organisiert.

## Beispiele
- Bürgerbad Vohwinkel (Schließung am 15. Dezember 2012)
- Elsebad
- Bürgerbad in Handorf (Münster-Handorf), Neubau in bürgerschaftlichem Engagement in den Jahren 2020/2021
- BürgerBad in Merzhausen
- Wasserpark in Wennigsen
- Bandwirker Bad Ronsdorf
- Bürgerbad Van Ameren Bad Emden (existiert seit über 20 Jahren und erhält keinerlei öffentliche Zuschüsse)